# Fuheis
Fuheis (الفحيص, DMG al-Fuḥaiṣ) ist eine Stadt im Gouvernement al-Balqa in Jordanien. Die Stadt, die 1962 die Stadtrechte erhielt, liegt circa 20 Kilometer nordwestlich von Amman. Die circa 13.171 Einwohner sind überwiegend katholische und orthodoxe Christen, die seit 1874 dort ansässig sind.
Die erste Brauerei Jordaniens, Carakale, produziert hier seit 2014 Biere nach englischer Brautradition.